# Fernmeldeturm „Langer Heinrich“
Der Fernmeldeturm „Langer Heinrich“ in Wesel wurde 1983 von der Deutschen Bundespost am Berliner-Tor-Platz erbaut (Typenturm FMT 13).
Die untere Plattform ist 99,95 m, die obere Plattform 108,20 m hoch. Er hat eine Gesamthöhe von 158 m über Niveau (184 m ü. NN) und ist seit 1983 das höchste Bauwerk der Innenstadt. Der Turm gehört heute der DFMG Deutsche Funkturm GmbH.
Neben kommerziellen Nutzern betreibt der VFDB e.V., Ortsverband Moers (Kreis Wesel) Z63, seit März 1984 auf dem Fernmeldeturm das 70-cm-Amateur(Not)funkrelais DB0WES mit 15 W ERP Sendeleistung an einer Rundstrahlantenne in einer Höhe von 143 m ü. NN. Der Einzugsbereich dieses Relais reicht weit über den Kreis Wesel hinaus.

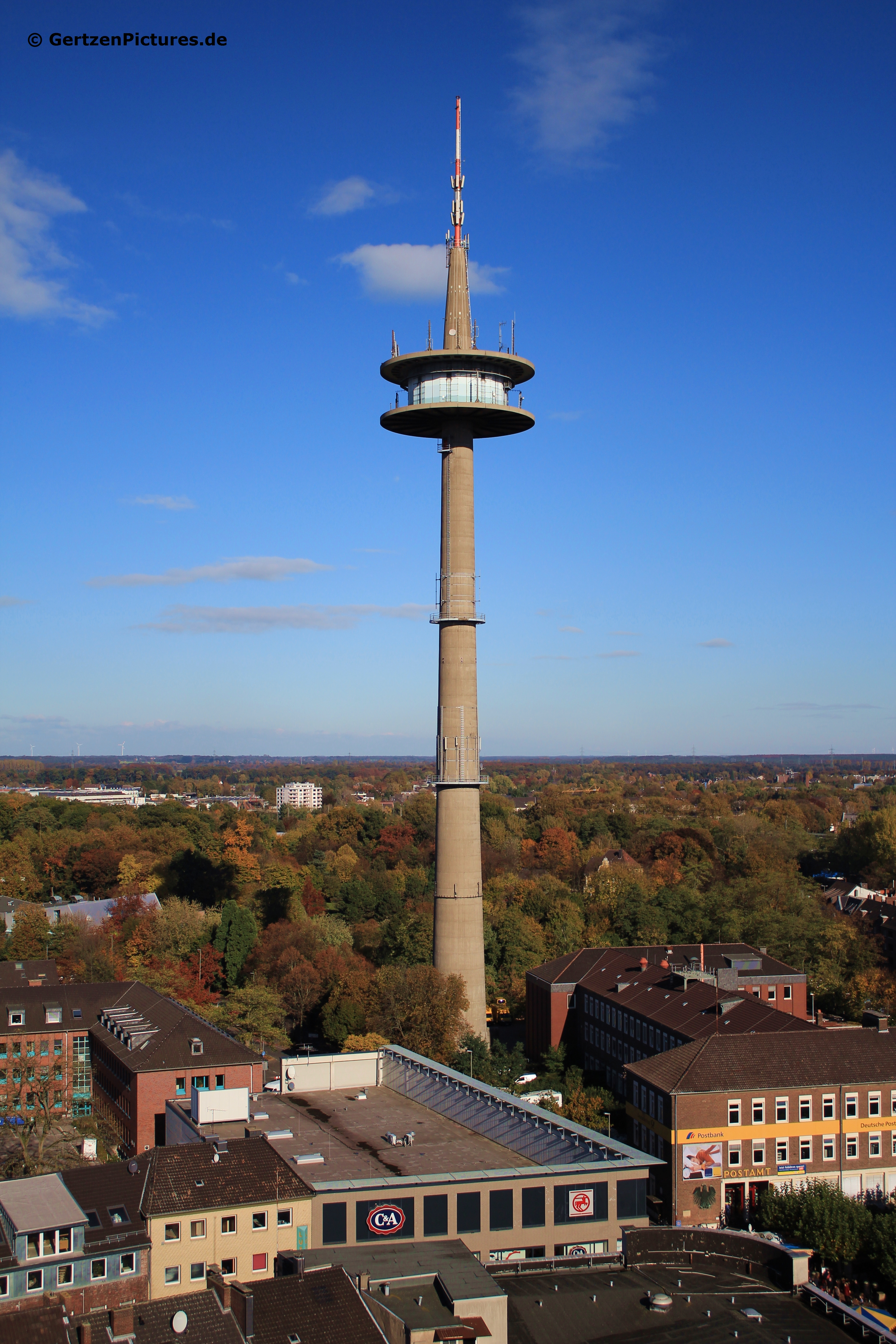
Fernmeldeturm Wesel